# Chrysler TC by Maserati
Der Chrysler TC by Maserati war ein zweisitziges Cabriolet, das von dem US-amerikanischen Automobilkonzern Chrysler in Zusammenarbeit mit dem italienischen Sportwagenhersteller Maserati entwickelt und gebaut wurde. Das im Oberklassesegment angesiedelte Modell wurde 1986 auf der Los Angeles Motor Show vorgestellt, war aber erst ab 1989 lieferbar. Nur 7300 Exemplare des TC („Touring Convertible“) wurden von Hand in Mailand gebaut. 1991 wurde die Fertigung wieder eingestellt; der Abverkauf dauerte bis 1994.

## Entwicklung
Die Initiative zur Entwicklung des TC ging auf Lee Iacocca zurück, den damaligen Vorstandsvorsitzenden von Chrysler. Iacocca hatte in den 1970er-Jahren für den Chrysler-Konkurrenten Ford gearbeitet. In dieser Zeit hatte er Kontakt zu Alejandro de Tomaso, der im italienischen Modena mit seinem eigenen Unternehmen Sportwagen mit Ford-Technik baute. Ford vertrieb einige Jahre lang einige De-Tomaso-Modelle in den USA, darunter den Pantera.

Nachdem Chrysler 1982 die Produktion des hochpreisigen Imperial-Coupés eingestellt hatte, war Iacocca auf der Suche nach einem neuen Spitzenmodell seines Konzerns. Die GM-Marke Cadillac entwickelte zu dieser Zeit zusammen mit dem italienischen Karosseriehersteller Pininfarina das Oberklassecoupé Allanté, das im Marktsegment des Mercedes-Benz SL positioniert war und abgesehen von der Antriebstechnik nahezu vollständig in Italien hergestellt werden sollte. In Anlehnung an den Allanté entstand das Konzept des neuen Chrysler-Spitzenmodells, das ebenfalls in Italien gefertigt werden sollte. Chrysler kooperierte zu diesem Zweck mit Maserati, einem traditionsreichen Sportwagenhersteller, der seit 1975 zum Konzern Alejandro de Tomasos gehörte.

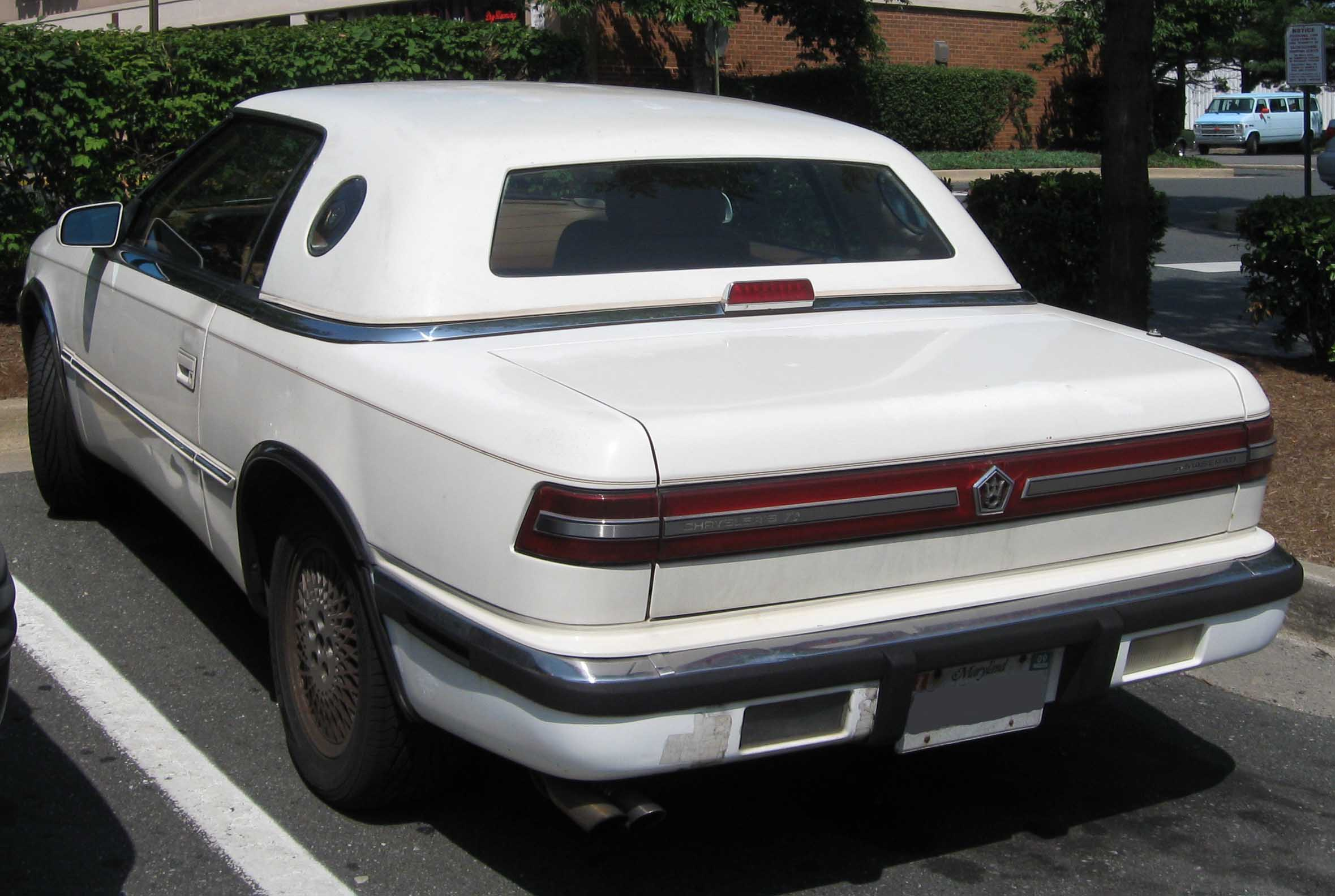
TC mit Hardtop und den markanten Opera Windows
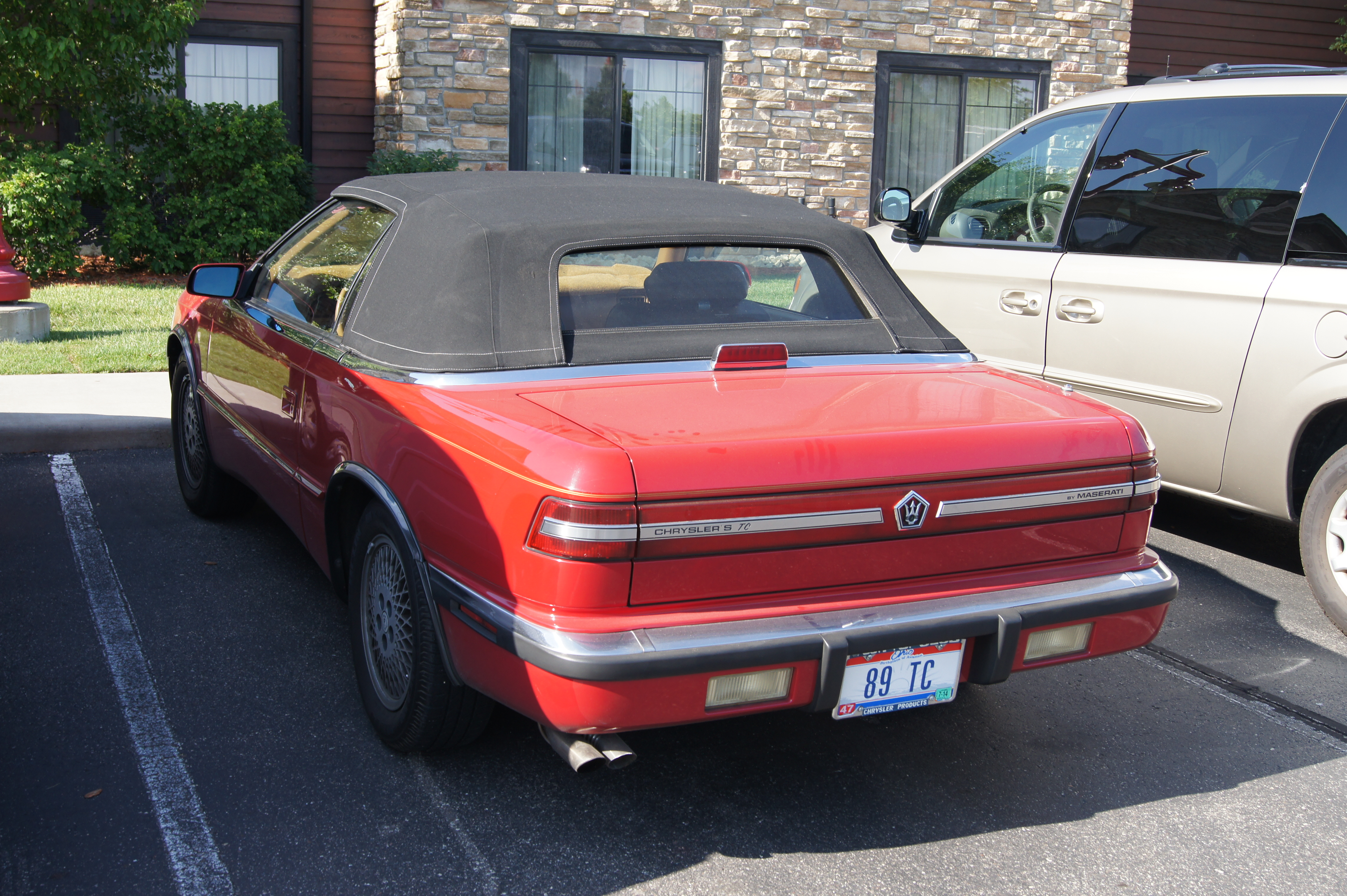
TC mit Softtop
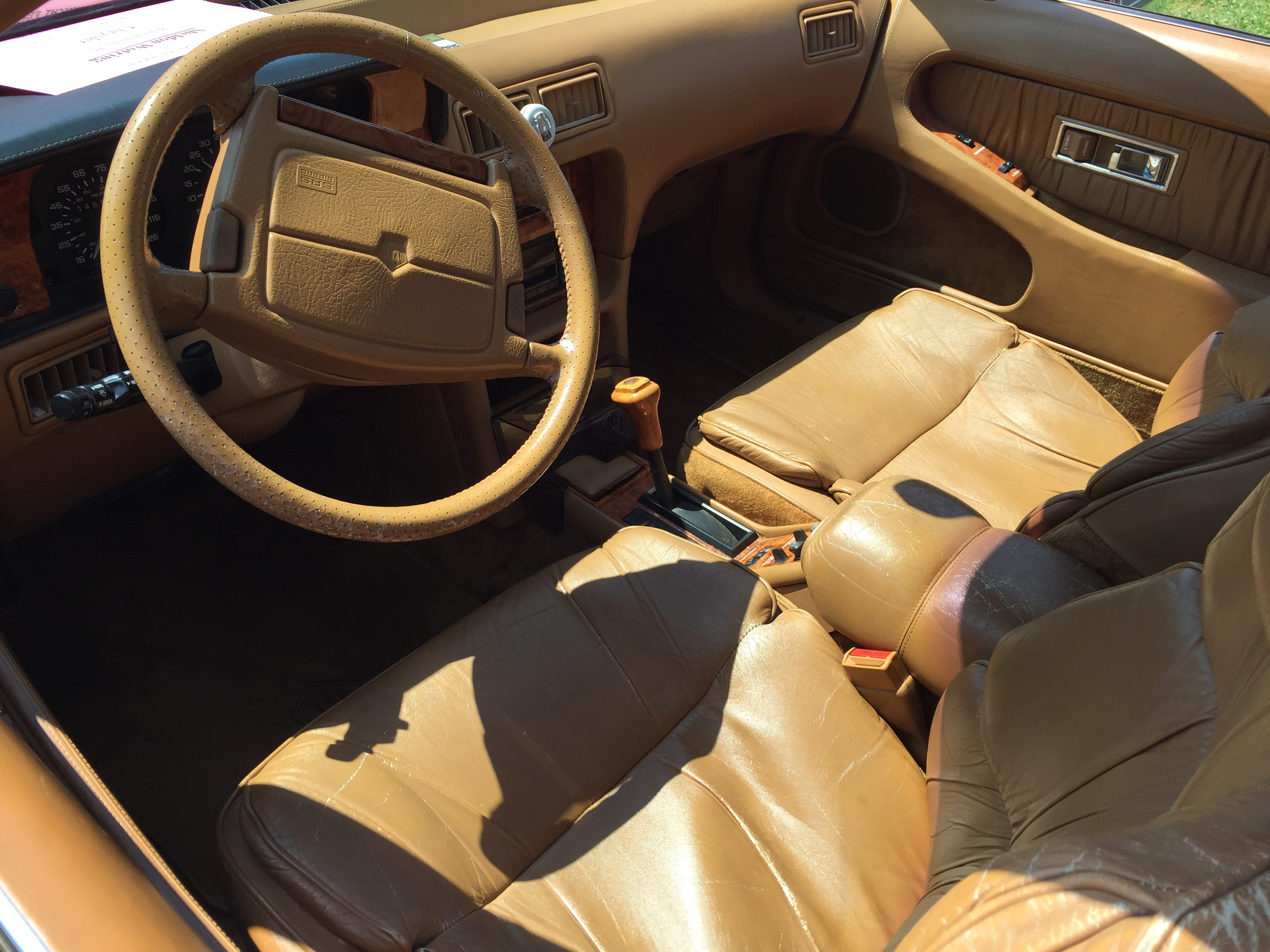
Innenraum
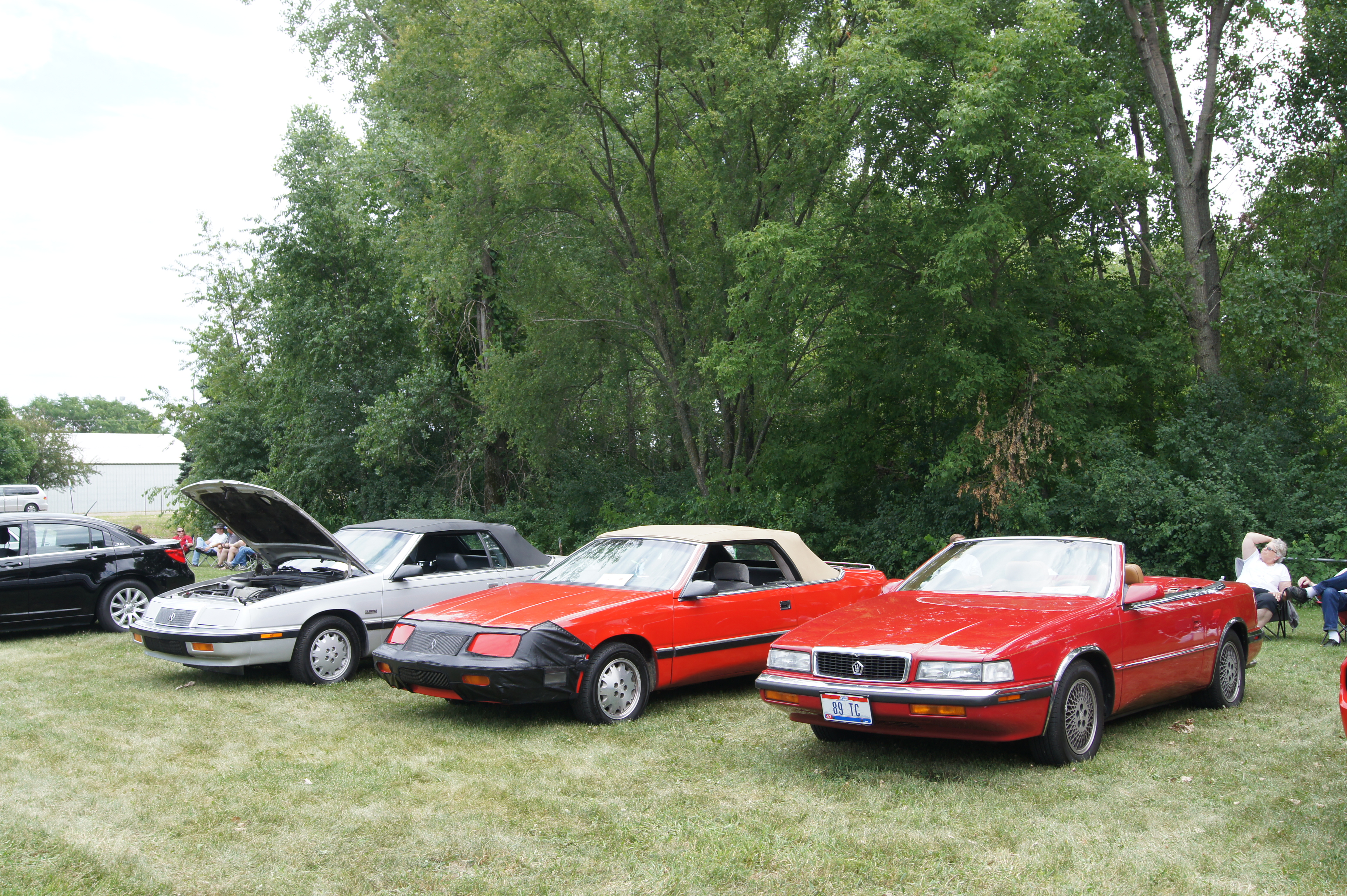
Chrysler LeBaron und Chrysler TC by Maserati

## Antrieb
Zur Einführung 1989 wurden im TC zwei verschiedene 2,2-Liter-Turbomotoren angeboten. Der „normale“ 2,2-Liter-Softturbo der Chrysler K-Baureihe (Turbo II) wurde nur bei Fahrzeugen mit der Chrysler-Dreigangautomatik (Typ A413) verbaut. Hier leistete der Motor zirka 130 kW (174 PS) und hatte 237 Nm Drehmoment.
Die in nur 500 Exemplaren gebaute Variante mit Getrag-Fünfgang-Schaltgetriebe hatte eine besondere Version des Chrysler-K-Motors mit einem 16-Ventil-Kopf von Cosworth. Dieser Motor wird oft „Maserati-Motor“ genannt, da auf seinem Ventildeckel das Wort „Maserati“ eingegossen ist. Die Leistung beträgt 150 kW (204 PS) und fast 300 Nm.
Dieser 2,2-Liter-„Maserati“-Motor war wirklich international: Der Zylinderkopf wurde in England bei Cosworth gegossen und in Italien bei Maserati fertiggestellt. Die Kolben kamen von Mahle aus Deutschland und der Turbolader von IHI aus Japan. Die Nockenwellen waren von Crane in Florida konstruiert worden und wurden bei Maserati in Modena gefertigt. Der Rest des Motors wurde in den USA hergestellt und entsprach der normalen 2,2-Liter-Chrysler-K-Reihenmaschine mit Turbolader (Turbo II).
Die 2,2-Liter-Motoren wurde in den Baujahren 1990 und 1991 durch einen V6 ersetzt, den Mitsubishi zulieferte. Dieses in vielen Chrysler-Modellen dieser Zeit verwendete Triebwerk leistete etwa 105 kW (143 PS) und 233 Nm Drehmoment. Der Sechszylinder wurde nur mit einer Chrysler-Viergangautomatik (Typ A604) geliefert.

## Technik
Das Chassis des TC basierte auf dem verkürzten Chassis des Dodge Daytona und enthielt auch die Radaufhängungen und Achsen dieses Autos. Die Fahrwerksstreben und Dämpfer wurden eigens für diesen Wagen von Fichtel & Sachs entworfen, und das ABS kam von Teves. Die speziellen Räder wurden in Italien von dem auch in der Formel 1 engagierten Radhersteller Fondmetal gefertigt.
Der TC hatte ein demontierbares Hardtop mit kleinen Fenstern in den C-Säulen (Opera-Windows) und ein handbetätigtes Stoffdach. Die Innenausstattung gab es in schwarzem, ingwerfarbenem oder bordeauxfarbenem Leder. Außen war der Wagen schwarz, rot, gelb, weiß oder weinrot lackiert.

## Verkaufszahlen und Preise
Der Wagen war nicht sehr erfolgreich, da seine Karosserie der des viel preiswerteren Chrysler LeBaron ähnelte, sodass die Kunden ihn als eine Art viel zu teures LeBaron-Cabriolet ansahen, obwohl er kaum Bauteile mit dieser Baureihe gemeinsam hatte. Er war bei gleicher Ausstattung (abgesehen von diversen Innenraum-Applikationen) und dem gleichen Motor fast um das Doppelte teurer. So erfüllte der Wagen nicht die Verkaufserwartungen und es wurden nur ungefähr siebentausend Exemplare in drei Jahren abgesetzt, was sogar noch unterhalb der Erwartungen für das erste Modelljahr lag.
| Modelljahr | Produktion                                           | Verkaufspreis (US-$) |
| 1989       | 3764 (davon 500 mit Schaltgetriebe mit dem TC-Turbo) | 33.000,--            |
| 1990       | 1900 (alle mit Mitsubishi-V6 und Automatikgetriebe)  | 35.500,--            |
| 1991       | 1636 (alle mit Mitsubishi-V6 und Automatikgetriebe)  | 37.000,--            |

## Konkurrenten
Der Hauptkonkurrent des TC war der Buick Reatta, ein zweitüriger Wagen mit Frontantrieb und Sechszylindermotor. Es gab ihn auch als Hardtop und Cabriolet, und wie der TC war er teilweise von Hand gebaut. Beide Fahrzeuge waren gleichzeitig auf dem Markt. Aber der Reatta verkaufte sich deutlich besser. Viele Autoenthusiasten haben den TC mit dem Cadillac Allanté verglichen, da beide in Italien konstruiert und teilweise handgefertigt waren (der Unterschied zum Allanté bestand im V8-Motor und seiner Endmontage in den USA, wobei die Karosserien in Italien entstanden und per Luftfracht transportiert wurden).